# Lokomotivschuppen

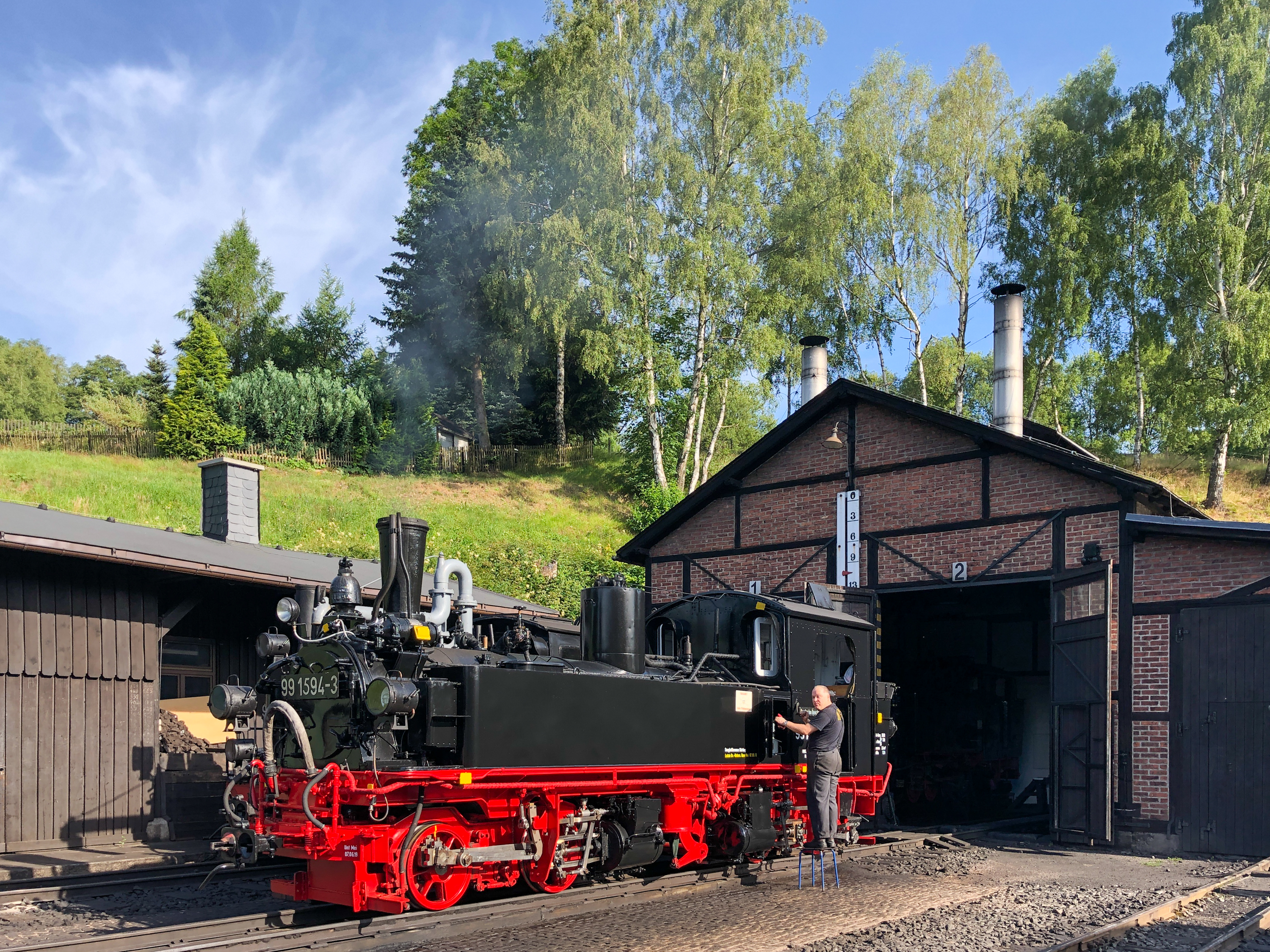
Eine Sächsische IV K vor dem Lokschuppen in Jöhstadt an der Preßnitztalbahn

Lokomotivschuppen, Lokschuppen, auch Lokremise oder Lokomotivdepot, ist die Bezeichnung des Unterstellplatzes von Lokomotiven in Bahnbetriebswerken oder Lokomotivstationen der Eisenbahn. Im Wesentlichen haben sich drei Bauformen ergeben; der Rechteckschuppen, das Rundhaus und der Ringlokschuppen.
Um im Lokschuppen Instandhaltungsarbeiten am Fahrwerk der Lokomotiven vornehmen zu können, gibt es häufig Gruben unter den Gleisen. Lokschuppen, in denen Dampfloks angeheizt werden (daher die österreichische und sächsische Bezeichnung Heizhaus), haben über jedem Gleis einen Rauchabzug.

## Rechteckschuppen

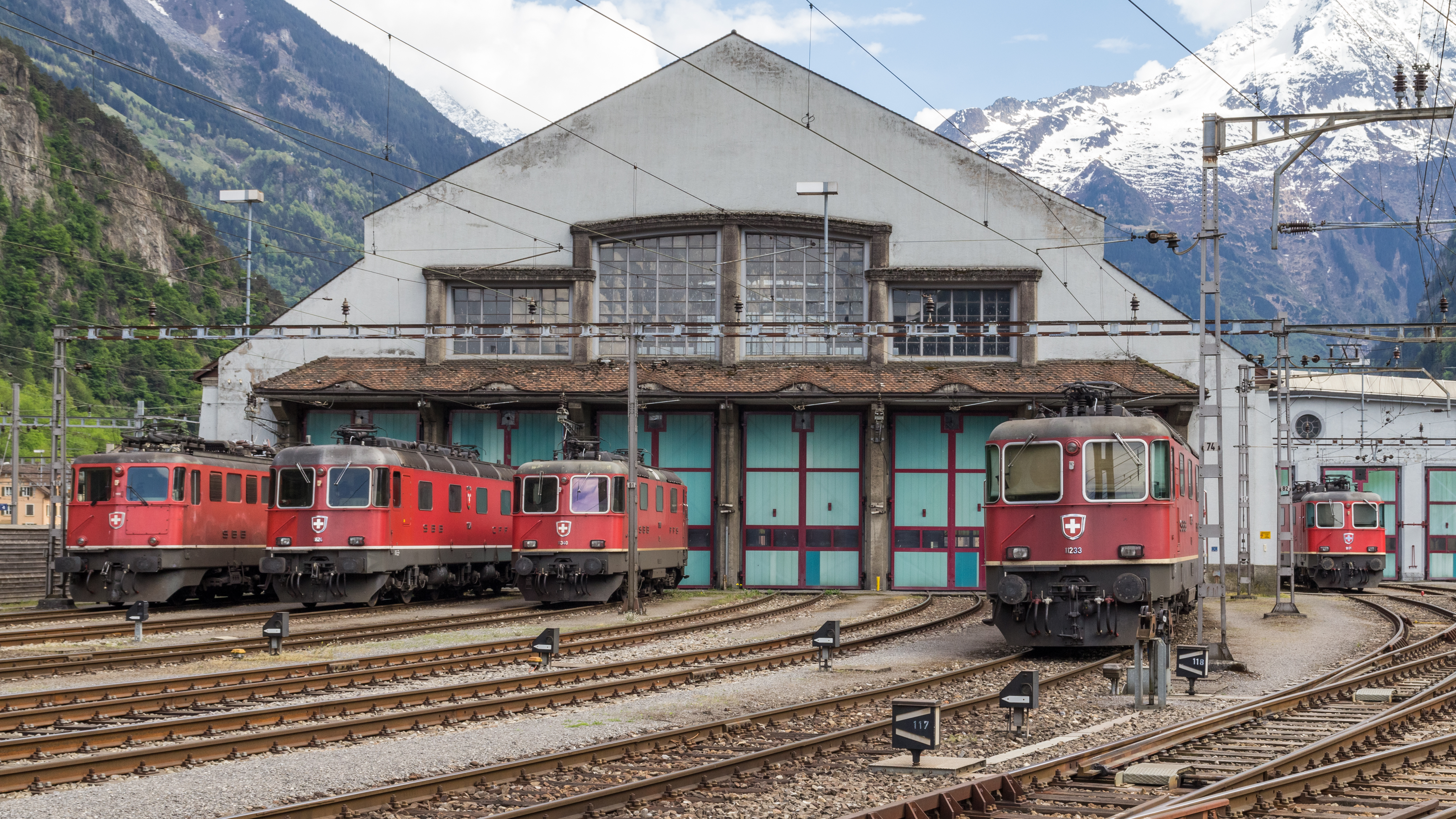
Lokremise in Erstfeld an der Nordrampe der Gotthardbahn

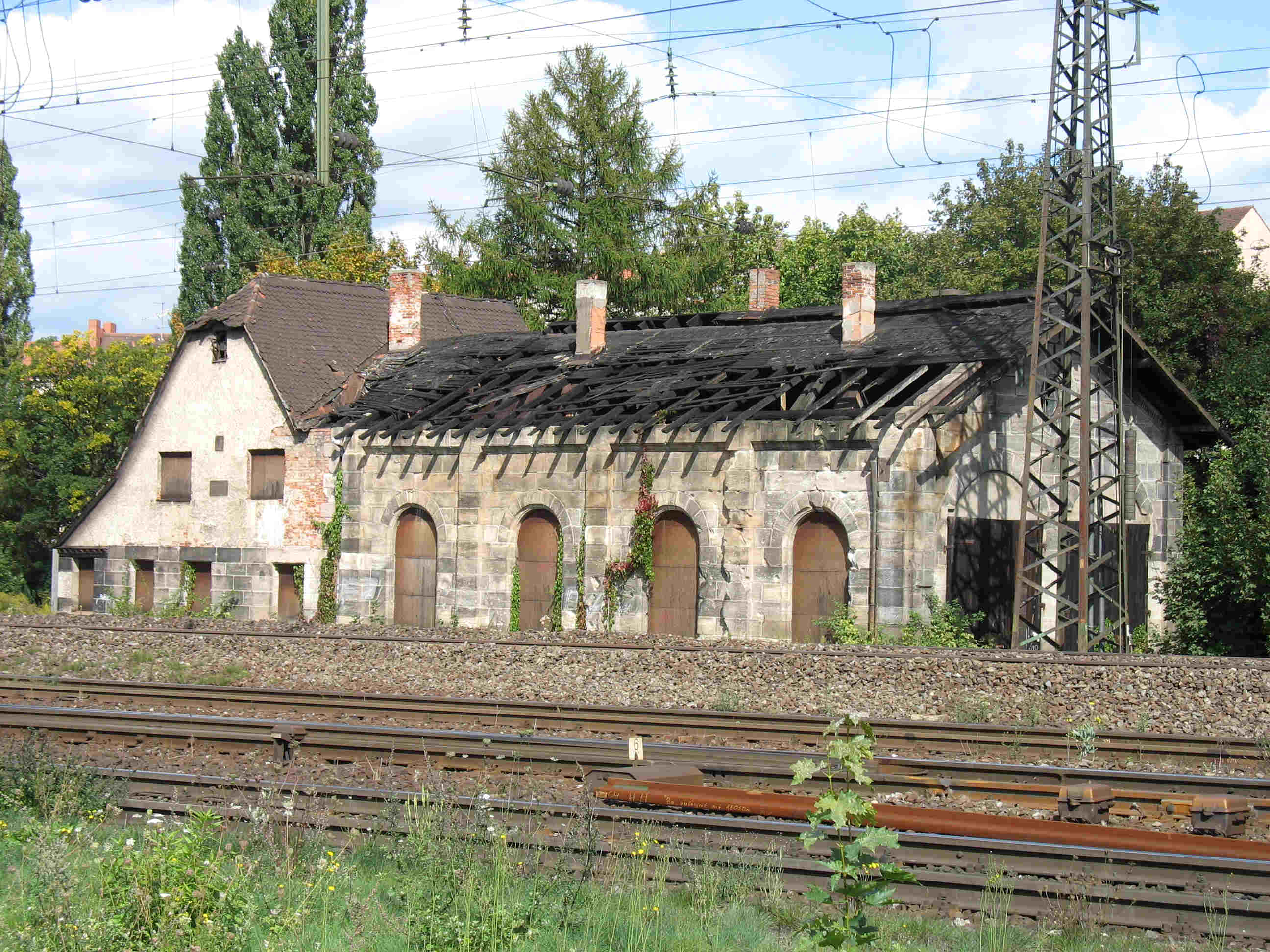
Der Lokschuppen Fürth ist einer der ältesten erhaltenen Deutschlands, verfällt aber zusehends

Die einfachste Bauform ist der Rechteckschuppen, der für die Unterbringung von einer einzigen bis zu einer zweistelligen Anzahl von Lokomotiven dienen kann. Der Rechteckschuppen wird auch heute noch gebaut. Die meisten Rechteckschuppen, die im 19. Jahrhundert entstanden, waren über eine Weichenstraße zu befahren. Größere Schuppen wurden gelegentlich mit einer vorgelagerten Drehscheibe oder Schiebebühne versehen. Bei den Rechteckschuppen, die im Zuge des staatlich erleichterten Nebenbahnbaues in Deutschland ab etwa 1900 gebaut wurden, war dies nicht nötig, weil auf Nebenbahnen normalerweise nur Tenderlokomotiven verkehrten, die nicht gedreht werden mussten.
Große Schuppen finden sich auch in Verbindung mit vorgelagerten oder innen liegenden Schiebebühnen, etwa in Ausbesserungswerken oder wo nur Fahrzeuge untergebracht werden, die nicht gedreht werden müssen. Es gab aber auch Kastenschuppen mit Schiebebühnen für Dampflokomotiven, wie in Hagen oder Lehrte, wobei sich auf dem Gelände dann eine separate Drehscheibe befand.

## Rundhaus

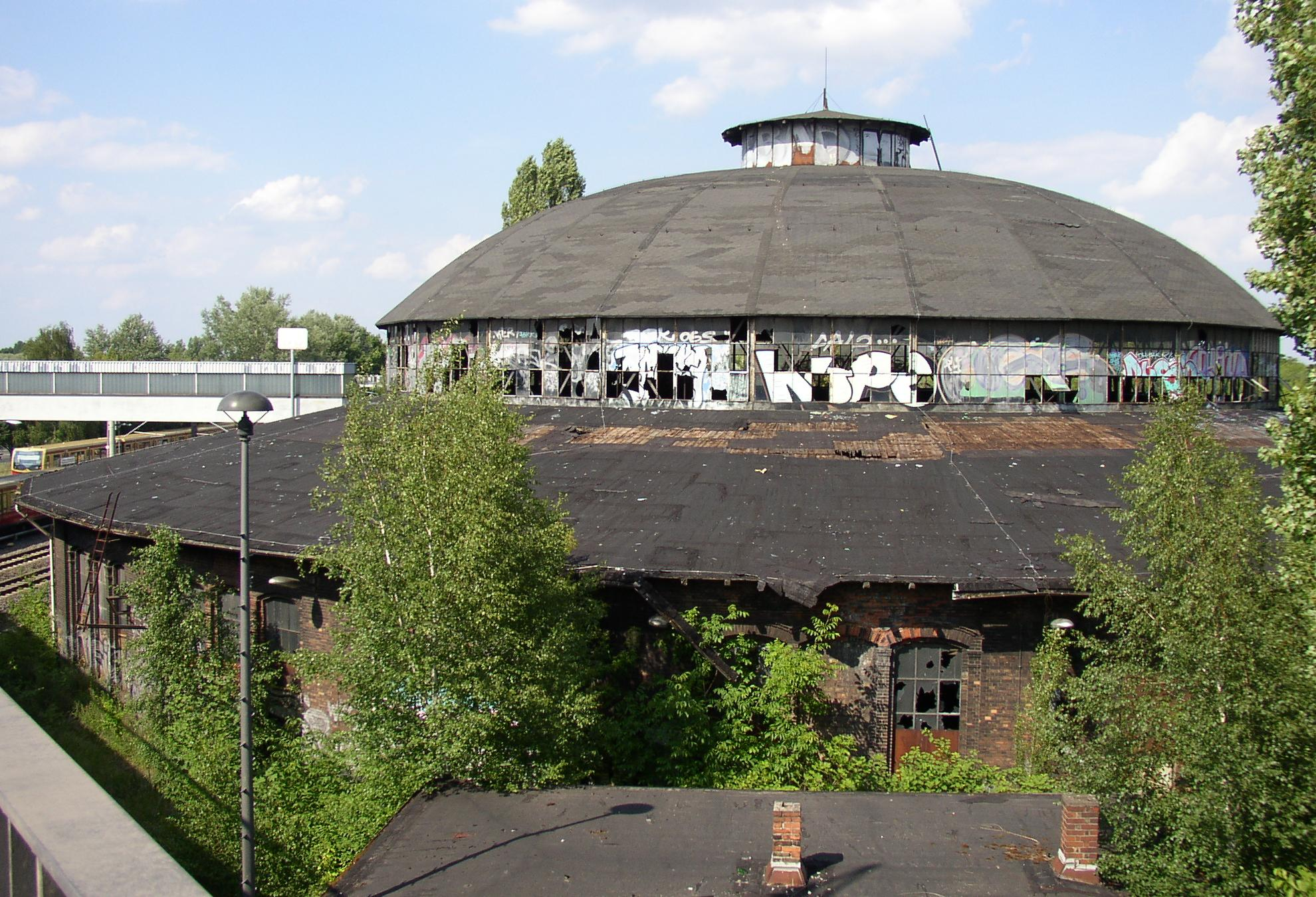
Rundlokschuppen in Berlin-Pankow

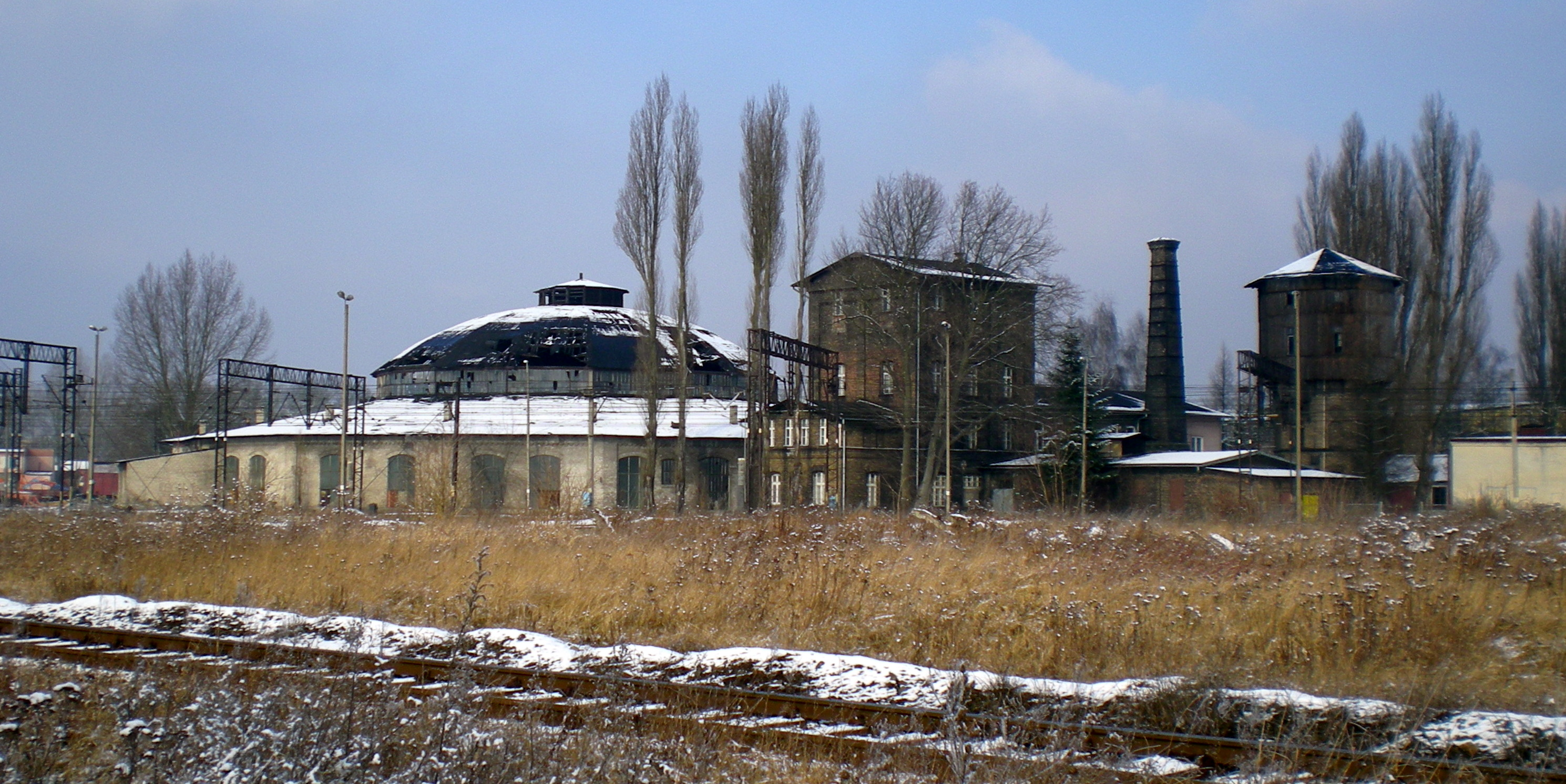
Rundlokschuppen in Piła (Schneidemühl)

Das Rundhaus, auch Rotunde, Heizhausdom, Kreis-, Rund- oder Zentralschuppen genannt, besteht aus einem kreisrunden Gebäude mit einer Drehscheibe in der Mitte, um die sich sternförmig die Abstellgleise für die Lokomotiven anschließen. Das Rundhaus hat eine oder mehrere Zufahrten von außen, ist ansonsten komplett überdacht und somit vor schlechter Witterung geschützt. Gelegentlich wurden die Bauwerke zu Beginn des Eisenbahnzeitalters auch mit einem Ausschlackplatz mit Wasserkran am Einfahrgleis ausgestattet. Erbaut wurden Rundhäuser im Wesentlichen im 19. Jahrhundert, das letzte Rundhaus in Deutschland entstand 1893 in Berlin-Pankow mit 24 Gleisen. Rundhäuser waren in Bahnknotenpunkten Europas und Nordamerikas durchaus verbreitet. Mit der Beschaffung längerer Lokomotiven wurden die meisten Rundhäuser aufgegeben, weil eine Verlängerung der Drehscheibenbrücken und der Abstellgleise aufgrund der vergleichsweise kompakten Baukörper noch schwieriger war als bei Ringschuppen. Erhalten blieben Rundschuppen daher eher in den Einsatzbereichen von kürzeren Tenderlokomotiven, insbesondere Rangierlokomotiven. In Deutschland gibt es nur noch zwei Rundhäuser: eines am Güterbahnhof Berlin-Pankow und den Rundlokschuppen Rummelsburg. Das drittletzte Rundhaus wurde im April 1978 in Paderborn abgerissen. Weitere Rundhäuser preußischer Bauart stehen noch in Polen (z. B. Rundlokschuppen Piła), zwei auf der nordöstlichen Seite des Bahnhofs Luxemburg und im ehemaligen ostpreußischen Insterburg in der russischen Oblast Kaliningrad (dem Nordteil der ehemaligen preußischen Provinz Ostpreußen). Die Rotonde ferroviaire de Chambéry ist ein noch in Betrieb stehendes Rundhaus in Chambéry.

## Ringschuppen

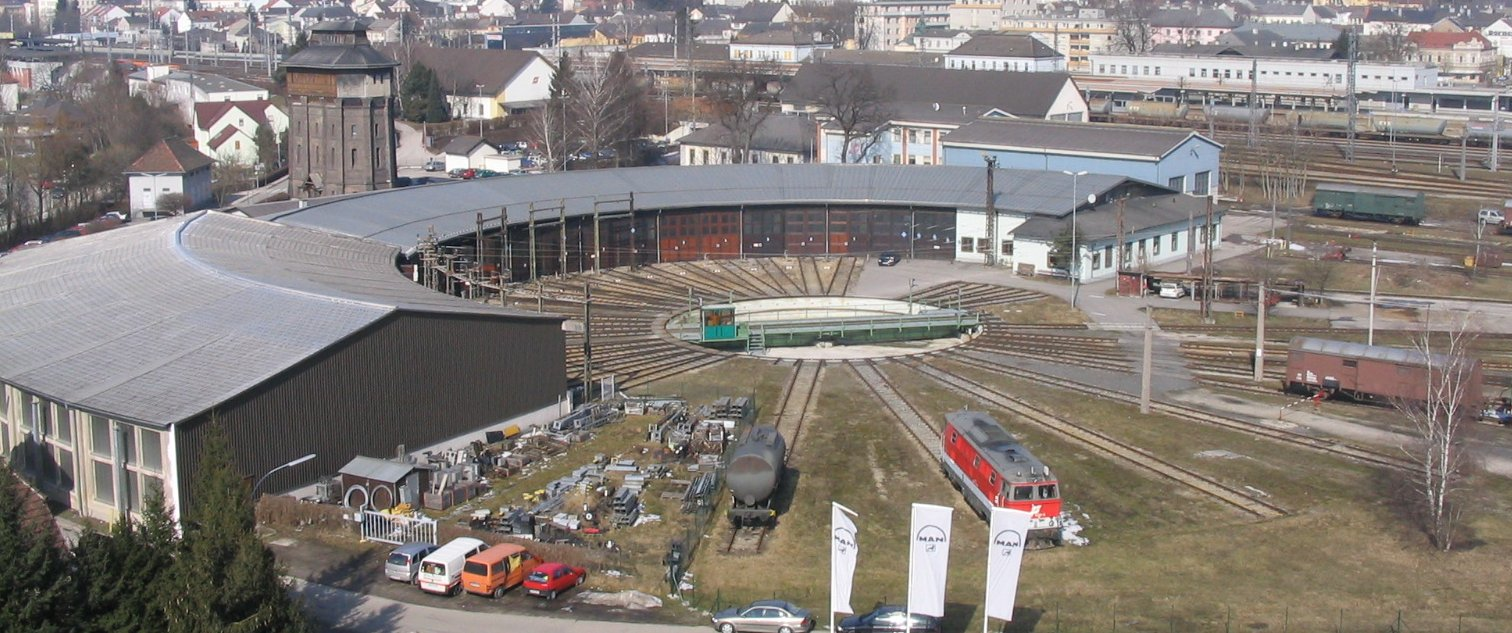
Ringlokschuppen mit Drehscheibe am Bahnhof Amstetten, 2005

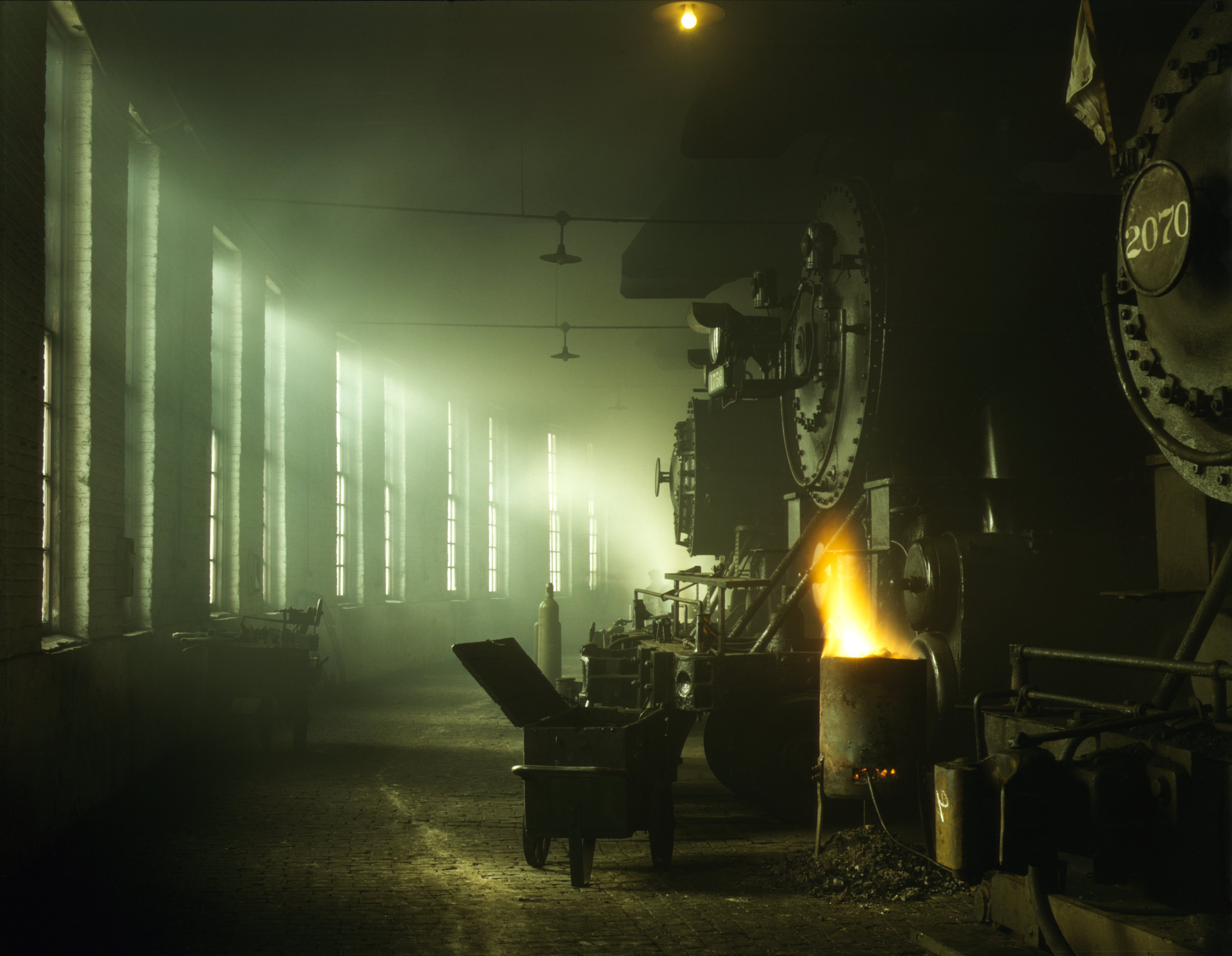
Dampflokomotiven im Ringlokschuppen der Chicago and North Western Railway in Chicago, 1942

Der Ringschuppen – in Österreich auch als „Rundschuppen“ bezeichnet – ist eine Bauform des Lokomotivschuppens, die sich aus den Erfahrungen mit den Rundhäusern ergab. Der Ringschuppen ist grundsätzlich einer Drehscheibe angegliedert und kreissegmentartig um diese herumgebaut. Nur in seltenen Fällen konnte man bei kleinen Ringschuppen auch über eine Weichenverbindung zu den Lokschuppengleisen gelangen, auf eine Drehscheibe wurde in diesen Fällen verzichtet. Heutzutage trifft man diese Situation bei einigen Ringschuppen erneut an, da man die Drehscheibe aus Gründen der Wartungskostenersparnis ausgebaut hat.
In Deutschland wurden in der Regel zunächst vier- bis sechsständige Ringschuppen gebaut, die dann im Laufe der Jahre mit dem Anwachsen des Verkehrs erweitert wurden; oft halbkreisförmig. In seltenen Fällen baute man auch zwei Ringschuppen direkt aneinander, oder wie im Bahnbetriebswerk Hamburg-Altona die beiden Ringschuppen zu einem großen, fast geschlossenen Oval, bei dem ursprünglich zwei dicht nebeneinander liegende unterschiedlich große Drehscheiben die Zufahrtsgleise zu den unterschiedlich langen Lokschuppen bedienten. Später entwickelten sich in Altona die beiden einzelnen Drehscheiben zu zwei ineinandergreifenden, großen Drehscheiben. Der Lokschuppen wurde abgerissen.
Ringschuppen wurden in vielen Fällen auch teilweise oder komplett nach außen hin verlängert, wenn dort längere Lokomotiven beheimatet wurden. Sie entstanden auch noch im 20. Jahrhundert neu; zum Beispiel im Bahnbetriebswerk Rheine oder 1972 im Bahnbetriebswerk Saalfeld.
Seit den 70ern werden Ringlokschuppen vermehrt abgerissen, da durch den Traktionswechsel Drehscheiben überflüssig wurden und ihre Wartung im Vergleich zu Weichen teuer ist. Außerdem wechselte man von lokbespannten Zügen vermehrt zu Triebzügen, die für die Drehscheiben meist zu lang waren. Dennoch sind einige, besonders im Gebiet der ehemaligen DDR, erhalten geblieben. Der Zustand mancher ist jedoch ziemlich schlecht, da die Deutsche Bahn bei für sie nicht mehr nutzbaren, auch bei unter Denkmalschutz stehenden Bauten ihren Reparaturpflichten nicht nachkommt, um einen Abriss zu erzwingen, was teilweise sogar funktioniert. So verschwinden noch heute Ringlokschuppen von der Bildfläche.
In den meisten Lokschuppen können zumindest kleinere Reparatur- und Wartungsarbeiten durchgeführt werden, wobei größere Lokschuppen auch eigene Werkstattanbauten und -gleise besitzen. Oft steht nunmehr jedoch nicht die Eisenbahn, sondern eine kulturelle Nutzung, so als Museum oder Veranstaltungshalle, im Mittelpunkt.

### Beispiele
- Ringlokschuppen Chemnitz-Hilbersdorf (Schauplatz Eisenbahn)
- Ringlokschuppen Deutsches Technikmuseum (ehemals Bw Berlin Anhalter Bahnhof)
- Ringlokschuppen Eisenbahnmuseum Bochum
- Ringlokschuppen Eisenbahnmuseum Dresden
- Ringlokschuppen DB Museum Halle (Saale)
- Ringlokschuppen Mülheim
- Ringlokschuppen Skierniewice
- Ringlokschuppen Bielefeld[2]
- Lokschuppen Stralsund
- Rotonde Chambéry

## Liste von Ringlokschuppen in Österreich
| Ort                                         | Zustand  | Nutzung                                                                                  | Sonstiges |
| ------------------------------------------- | -------- | ---------------------------------------------------------------------------------------- | --- |
| Vorarlberg                                  |          |                                                                                          | |
| Lustenau, Bahnhof der Rheinregulierungsbahn | Gut      | Für Museumsfahrzeuge                                                                     | 4-Ständig, Schmalspurig                                                                                          |
| Tirol                                       |          |                                                                                          | |
| Innsbruck Hauptbahnhof                      | Gut      | ÖBB, Lokomotivreparatur und -abstellung                                                  | 21-Ständig |
| Salzburg                                    |          |                                                                                          | |
| Saalfelden                                  | Schlecht | Unbekannt                                                                                | Im Jahr 2021 vollständig abgerissen.                                                                             |
| Bischofshofen                               | Schlecht | Keine Nutzung                                                                            | Gleisanschluss und Drehscheibe noch vorhanden, ist aber gesperrt.                                                |
| Salzburg (Stadt) Süd                        | Gut      | In Betrieb von den ÖBB zur Abstellung und Wartung von Lokomotiven.                       | |
| Salzburg (Stadt) Hauptbahnhof               | Gut      | In Betrieb von den ÖBB zur Abstellung und Wartung von Lokomotiven.                       | |
| Kärnten                                     |          |                                                                                          | |
| Villach Westbahnhof                         | Gut      | ÖBB, Lokomotivreparatur und -abstellung                                                  | 13-ständig |
| Villach Hauptbahnhof                        | mäßig    | Unbekannt                                                                                | Kein Gleisanschluss mehr, die Drehscheibe wurde entfernt.                                                        |
| Steiermark                                  |          |                                                                                          | |
| Bahnhof Selzthal                            | Gut      | In Betrieb von den ÖBB zur Abstellung und Wartung von Lokomotiven.                       | Unter Denkmalschutz.                                                                                             |
| Bruck an der Mur Verschiebebahnhof          | Gut      | In Betrieb von den ÖBB zur Abstellung und Wartung von Lokomotiven.                       | 5-Ständig, wurde in den letzten Jahren verkleinert.                                                              |
| Mürzzuschlag                                | Gut      | Für Museumsfahrzeuge des Südbahnmuseums.                                                 | Die Drehscheibe wurde 2022 erneuert.                                                                             |
| Graz Hauptbahnhof                           |          | Nicht mehr vorhanden.                                                                    | |
| Fehring                                     | Gut      | In Betrieb von den ÖBB zur Abstellung und Wartung von Lokomotiven.                       | Es werden ausschließlich Lokomotiven der Baureihe 2016 beheimatet.                                               |
| Vordernberg                                 | mäßig    | In Betrieb von der Museumsbahn Erzbergbahn.                                              | Durch einen Straßenbau wurde der mittlere Teil des Schuppens abgerissen, weshalb eine Markante „Lücke“ entstand. |
| Oberösterreich                              |          |                                                                                          | |
| Wels Hauptbahnhof                           | Schlecht | Unbekannt                                                                                | Kein Gleisanschluss mehr, die Drehscheibe wurde entfernt.                                                        |
| Wels Güterbahnhof                           | Gut      | In Betrieb von den ÖBB zur Abstellung und Wartung von Lokomotiven.                       | |
| Ampflwang                                   | Gut      | Im Besitz des Eisenbahnmuseumsvereins ÖGEG zur Unterstellung von Museumslokomotiven.     | |
| Attnang-Puchheim                            | Gut      | Nicht mehr in Verwendung.                                                                | Fahrleitung abgebaut, Drehscheibe vorhanden, Nachnutzung ungewiss.                                               |
| Niederösterreich                            |          |                                                                                          | |
| Amstetten                                   | Schlecht | Kein Gleisanschluss mehr, die Drehscheibe wurde entfernt.                                | 2016 wurde er von den ÖBB zuletzt zur Abstellung von Lokomotiven genutzt.                                        |
| Sankt Pölten Hauptbahnhof                   | Gut      | In Betrieb von den ÖBB zur Abstellung und Wartung von Lokomotiven.                       | Es werden auch Triebwagen der Reihe 5047 untergestellt.                                                          |
| Sigmundsherberg                             | mäßig    | In Verwendung vom Waldviertler Eisenbahnmuseum zur Unterstellung von Museumslokomotiven. | |
| Wiener Neustadt Hauptbahnhof                | Gut      | In Betrieb von den ÖBB zur Abstellung und Wartung von Lokomotiven.                       | Es werden auch Triebwagen der Reihe 5047 untergestellt.                                                          |
| Krems an der Donau                          | Gut      | In Betrieb von den ÖBB zur Abstellung und Wartung von Lokomotiven.                       | Es werden auch Triebwagen der Reihe 5047 untergestellt.                                                          |

## Weiternutzung alter Gebäude

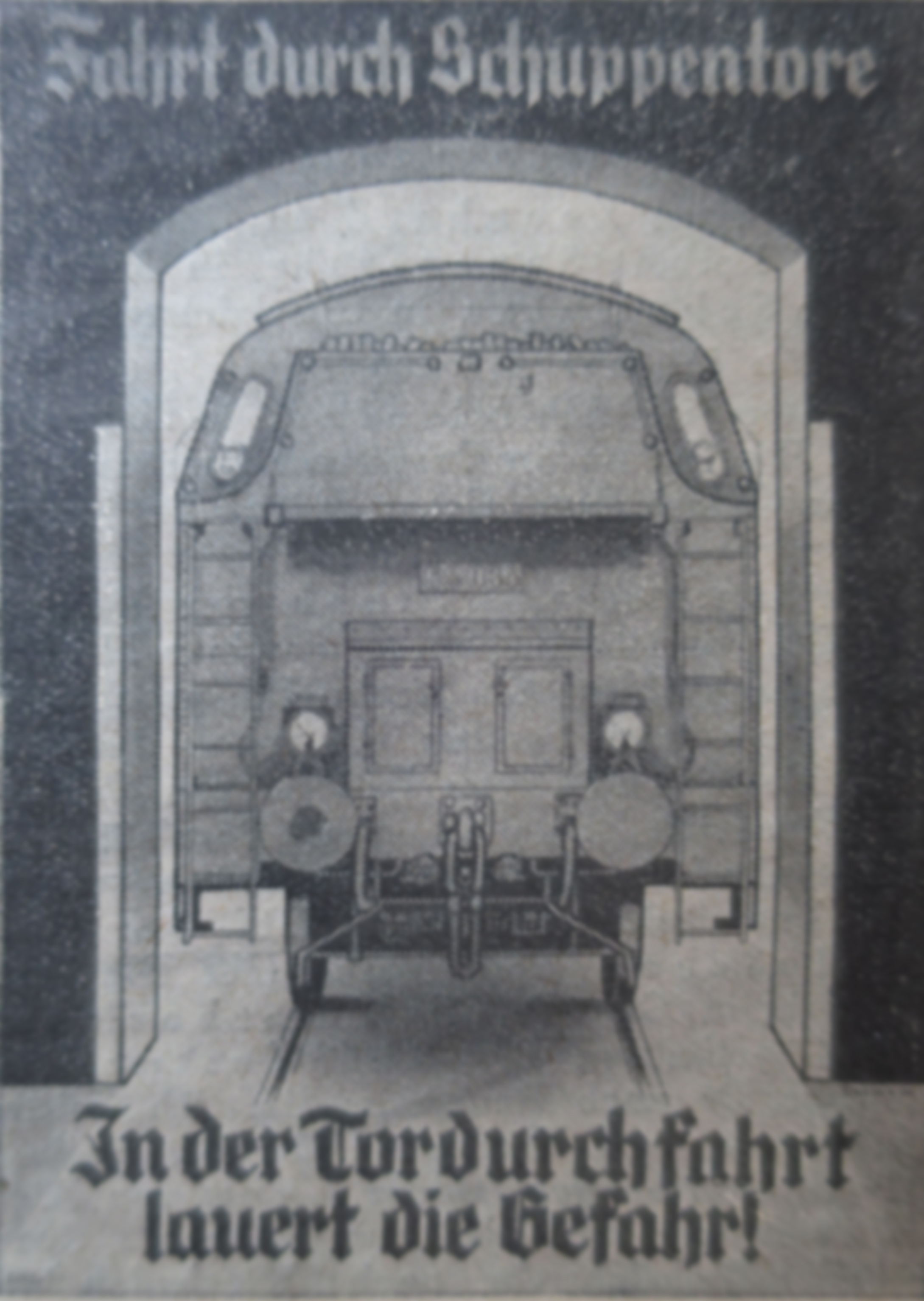
Arbeitsschutzhinweis der Deutschen Reichsbahn, 1943

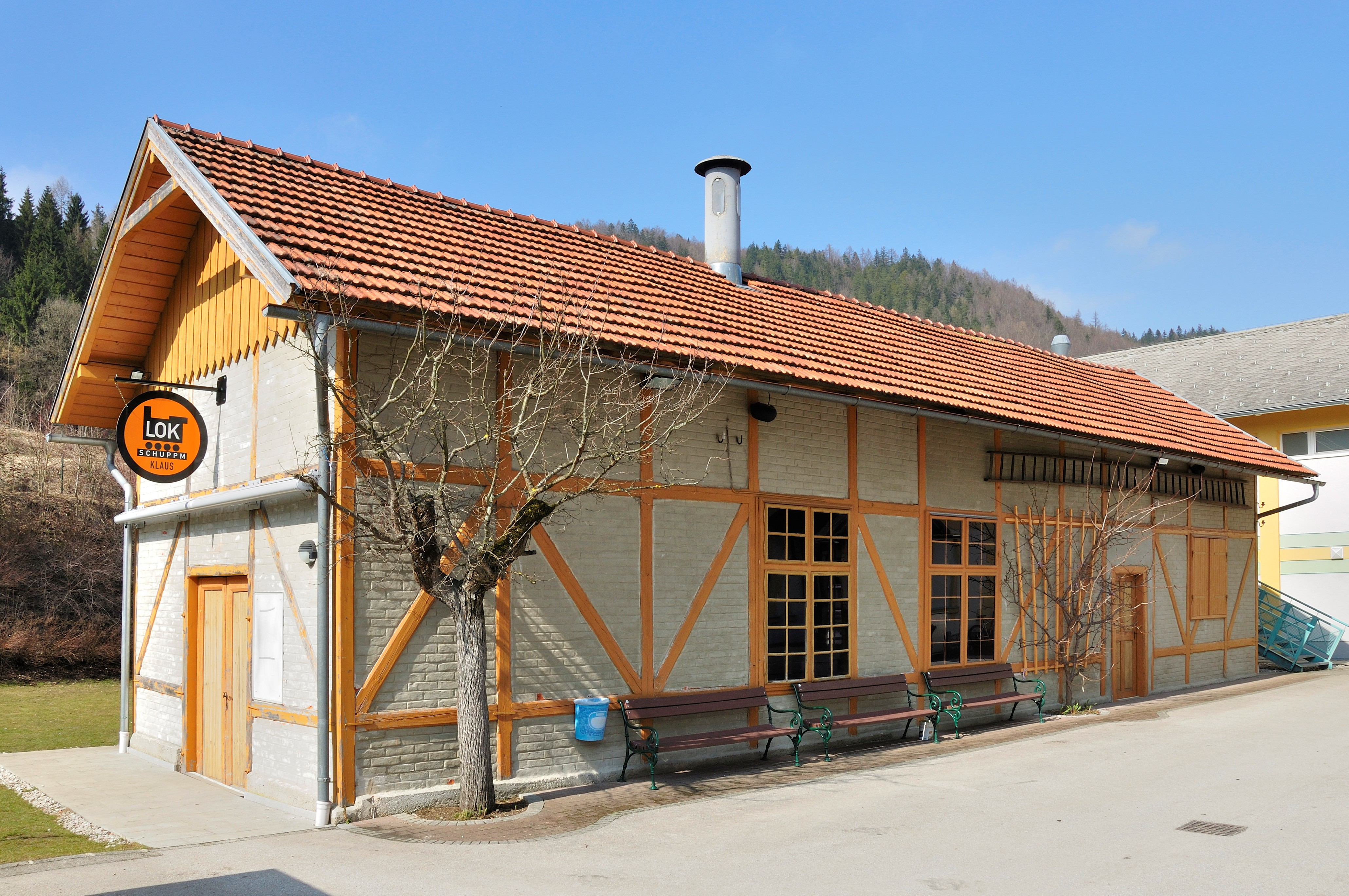
Ehemaliger Lokschuppen in Klaus an der Pyhrnbahn (Oberösterreich), steht unter Denkmalschutz und wird als Konzertsaal genutzt

Zahlreiche (Ring-)Lokschuppen, die heute nicht mehr ihrem ursprünglichen Zweck dienen, sind durch Umbau in Kultur- und Veranstaltungszentren dem endgültigen Verfall entgangen. Da diese Bauten aufgrund ihrer Bauform oft eine gute Akustik besitzen, eignen sie sich sehr für Konzerte. Bekannte Vertreter dieser Gruppe sind einer der beiden Ringlokschuppen des ehemaligen Bahnbetriebswerks Augsburg, heute Bahnpark Augsburg, der Ringlokschuppen in Bielefeld, der Lokschuppen in Rosenheim, die Lokwelt Freilassing als Außenstelle des Deutschen Museums, der Schauplatz Eisenbahn in Chemnitz, die Lokremise in St. Gallen, der ehemalige Lokschuppen in Klaus an der Pyhrnbahn, das Heizhaus Stammersdorf in Wien und das Bahnbetriebswerk Engers.